# Châtellerault
Châtellerault [ʃɑtɛlˈʀo] ist eine westfranzösische Gemeinde im Département Vienne in der Region Nouvelle-Aquitaine und ist Sitz einer Unterpräfektur. Sie hat 31.105 Einwohner (Stand 1. Januar 2022), die man auf Französisch Châtelleraudais nennt.

## Geographie
Die Stadt liegt in einem eher flachen Landstrich an der Mündung mehrerer kleiner Nebenflüsse (Clain, Envigne und Ozon) in die Vienne. Die Stadt erstreckt sich über eine Höhe von 42 bis 134 Metern über dem Meeresspiegel und hat eine Gesamtfläche von knapp 52 km2.
| Antran  | Ingrandes        | Ingrandes Oyré            |
| Thuré   |                  | Senillé-Saint-Sauveur     |
| Naintré | Cenon-sur-Vienne | Availles-en-Châtellerault |

## Wappen
Beschreibung: In Silber von einem schwarzen Bord mit goldenen Kugeln umgeben ein roter Löwe.

## Geschichte
Gegründet um 952 durch den Grafen Airaud (Aldraldus), war Châtellerault (Castrum Adraldi – Kastell des Airaud) im Mittelalter eine wichtige Station am Pilgerweg nach Santiago de Compostela. Vom Hochmittelalter bis zur Französischen Revolution trugen nacheinander drei bekannte Adelsfamilien den Titel eines Vicomte de Châtellerault: die La Rochefoucauld, die Lusignan und seit dem 13. Jahrhundert das Haus Harcourt. 1482 wurde die Vizegrafschaft von König Ludwig XI. in die Krondomäne eingegliedert.
In der Neuzeit gewann die Stadt nationale Bedeutung durch ihre Messerschmieden (seit dem 16. Jahrhundert) und später die Anlage der staatlichen Manufacture d’armes de Châtellerault, die von 1819 bis 1968 hier Waffen produzierte.

## Wirtschaft
Heute ist Châtellerault Sitz mehrerer Unternehmen der elektronischen und Luftfahrtindustrie.

## Verkehr
Die zwischen Tours und Poitiers gelegene Stadt ist durch die Autobahn 10 (L'Aquitaine) und die gleichnamige TGV-Strecke Paris–Bordeaux national und international gut angebunden.

## Sehenswürdigkeiten und Veranstaltungen
- Musée Sully, ein regionalhistorisches Museum
- Gallo-römisches Theater Vieux Poitiers-Naintré (1. Jahrhundert)
- Fahrzeugmuseum Musée Auto Moto Vélo
- Das einwöchige Festival Jazzellerault (Ende Mai)
- Futuroscope, ein Ausstellungs-, Freizeit- und Gewerbegelände mit dem Themenschwerpunkt Multimedia (rund 25 km südlich, bei Jaunay-Clan)
- Zisterzienser-Abtei Notre Dame de l’Étoile (12. Jahrhundert) in Archigny
- In Châtellerault werden regelmäßig Wettfahrten für Montgolfières veranstaltet

Siehe auch: Liste der Monuments historiques in Châtellerault

## Städtepartnerschaften
Partnerstädte und -regionen von Châtellerault sind:
- Velbert (Deutschland; seit 1965)
- Kaya (Burkina Faso)
- Corby (Vereinigtes Königreich)
- Provinz Nouveau-Brunswick (Kanada)
- Castellón (Spanien)
- Hamilton (Vereinigtes Königreich)
- Piła (Polen)

## Persönlichkeiten
In der Stadt geboren:

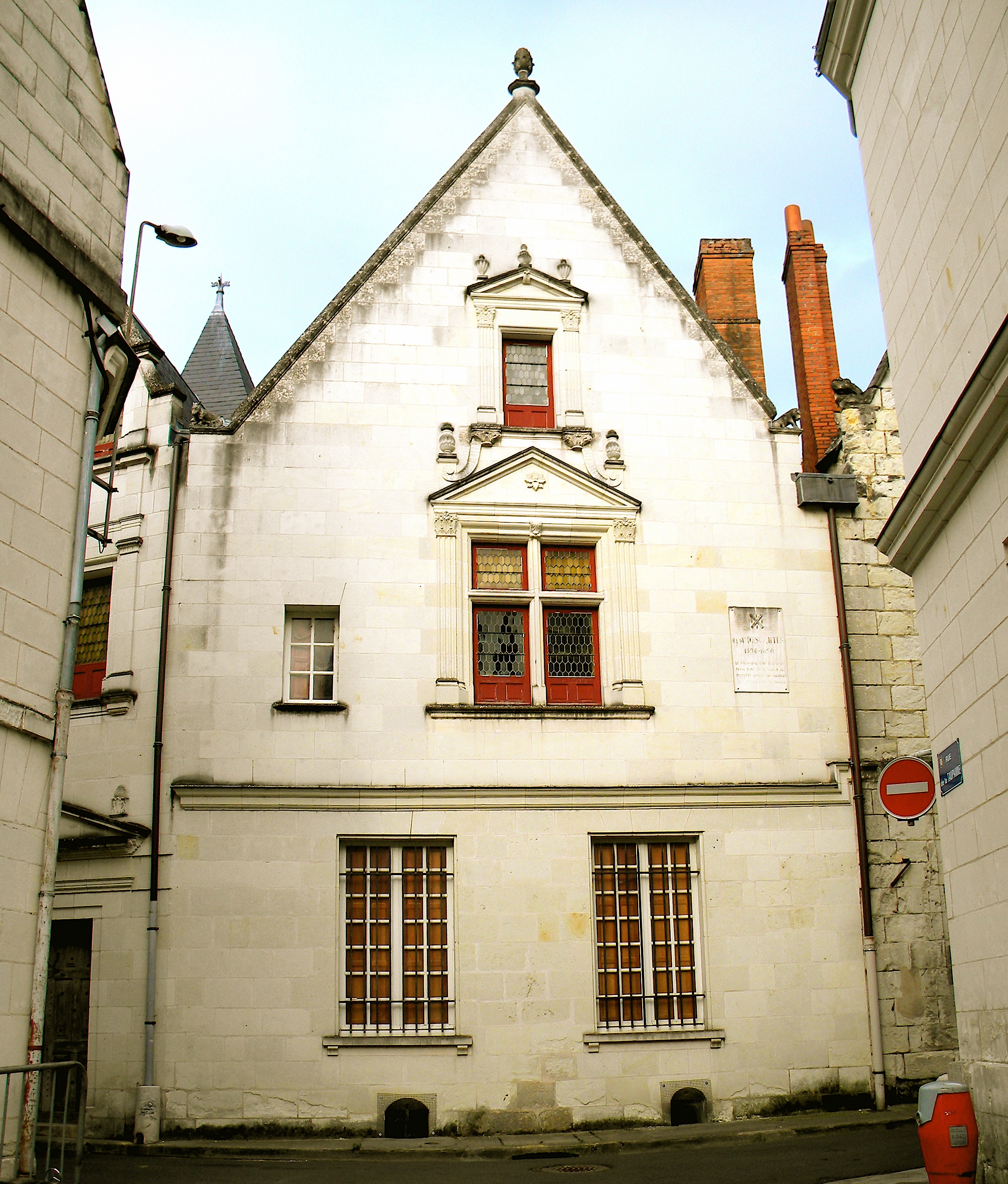
Maison Descartes (Monument historique)

- Clément Janequin (≈1485–1558), Komponist
- Rodolphe Salis (≈1851–1897), Le Chat Noir
- Louis Sire (1875–1935), Autorennfahrer
- Jules Pichon (1880–1939), Sprachlehrer, Schriftsteller und Journalist
- Pierre Goutte (1897–1965), Autorennfahrer
- Claude Colette (1929–1990), Radrennfahrer
- Bernard Kardinal Panafieu (1931–2017), Erzbischof von Marseille
- Claude Gabard (1935–2015), Radrennfahrer
- Philippe Alexandre Autexier (1954–1998), französischer Musikwissenschaftler.
- Philippe Croizon (* 1968), Behindertensportler
- Benoît Cauet (* 1969), Fußballspieler
- Antoine Hervier (* 1971), Jazzmusiker
- Sylvain Chavanel (* 1979), Radsportler
- Sébastien Chavanel (* 1981), Radsportler
- Dany Tollemer (* 1985), Schauspielerin und Chansonnière

Mit der Stadt verbunden:
- René Descartes (1596–1650), Philosoph, verlebte hier bis 1604 einen Teil seiner Kindheit
- Édith Cresson (* 1934), Politikerin (PS), war u. a. Bürgermeisterin der Stadt, erste französische Premierministerin, EU-Kommissarin
- Christiane Martel (* 1932), Schauspielerin, Miss Châtellerault 1952 und Miss Universe 1953.
- Jean-Pierre Thiollet (* 1956), Schriftsteller.